# Организация футбола Интериора
Организация Футбола Интериора (исп. Organización del Fútbol del Interior) — уругвайская организация, заведующая любительским футболом в стране, кроме столицы. Штаб-квартира находится в Монтевидео. Сейчас в клубах, входящих в ОФИ, играют около 83000 футбольстов, 35000 из которых младше 20 лет.

## История
В первой половине XX века в Уругвае помимо АУФ существовало также множество отдельных любительских футбольных организаций регионов, которые 14 июля 1946 года были интегрированы в новообразованную ОФИ. Региональные футбольные организации и ОФИ являются членами АУФ, но турниры разыгрываются отдельно, то есть они не входят в футбольную пирамиду Чемпионата Уругвая. Только изредка проходят совместные объединительные турниры, по результатам которых некоторые любительские клубы попадают в турниры АУФ.
В сезоне 1951/1952 в Дурасно впервые состоялся чемпионат среди сборных департаментов — Национальный кубок сборных регионов. С 1965 года стал разыгрываться клубный Кубок Эль Паис (Copa El País) — клубный чемпионат регионов.
| годы      | Уровни в структуре лиг чемпионата Уругвая | Уровни в структуре лиг чемпионата Уругвая | Уровни в структуре лиг чемпионата Уругвая | Уровни в структуре лиг чемпионата Уругвая |
| --------- | ----------------------------------------- | ----------------------------------------- | ----------------------------------------- | ----------------------------------------- |
| годы      | 1                                         | 2                                         | 3                                         | 4                                         |
| 1900—1902 | Примера                                   |                                           |                                           |                                           |
| 1903—1912 | Примера                                   | Сегунда                                   |                                           |                                           |
| 1913—1914 | Примера                                   | Сегунда                                   | Экстра                                    |                                           |
| 1915—1941 | Примера                                   | Интермедиа                                | Экстра                                    |                                           |
| 1942—1971 | Примера                                   | Сегунда                                   | Интермедиа                                | Экстра                                    |
| 1972—1978 | Примера                                   | Сегунда                                   | Первый любительский                       | Примера D                                 |
| 1972—н.в. | Примера                                   | Сегунда                                   | Первый любительский                       | Регионы                                   |

## Турниры ОФИ

### Для региональных сборных
- Национальный кубок сборных регионов (с 1951/52)
- Национальный кубок сборных регионов до 18 лет (с 1976/77)
- Национальный кубок сборных регионов до 17 лет (1987—1996)
- Национальный кубок сборных регионов до 15 лет (с 1993)
- Кубок Сан-Исидро-де-Куругвати (с 1956) — совместно с парагвайским Союзом Футбола Интериора (UFI)
- Торнео Насьональ до 18 лет (1997—2004) — совместно с АУФ

### Клубные
- Кубок Эль Паис (с 1965)
- Главный турнир клубов-чемпионов регионов (1998—2000)
- Суперкубок клубов-чемпионов регионов (1971—1991)
- Рекопа Эль Паис (1991—1992)
- Турнир южноамериканских клубов-чемпионов регионов (2001) — совместно с аналогичными ОФИ иностранными организациями
- Турнир интеграции (1993, 1994, 1996) — совместно с АУФ
- Женский чемпионат клубов-чемпионов регионов (с 2000)
- Национальный женский чемпионат (в 2001 и 2003 совместно с АУФ)

## Система лиг

### Современная
Все сезоны, кроме 1998—2000
| Уровень | Турнир                   | Турнир                   | Турнир                   | Турнир                   | Турнир                   | Турнир                   | Турнир                   | Турнир                   | Турнир                   |
| ------- | ------------------------ | ------------------------ | ------------------------ | ------------------------ | ------------------------ | ------------------------ | ------------------------ | ------------------------ | ------------------------ |
| 1       | Кубок Эль Паис           | Кубок Эль Паис           | Кубок Эль Паис           | Кубок Эль Паис           | Кубок Эль Паис           | Кубок Эль Паис           | Кубок Эль Паис           | Кубок Эль Паис           | Кубок Эль Паис           |
| 2       | Региональные лиги 67 лиг | Региональные лиги 67 лиг | Региональные лиги 67 лиг | Региональные лиги 67 лиг | Региональные лиги 67 лиг | Региональные лиги 67 лиг | Региональные лиги 67 лиг | Региональные лиги 67 лиг | Региональные лиги 67 лиг |

### В 1998—2000 годах
| Уровень | Турнир                                   | Турнир                                   | Турнир                                   | Турнир                                   | Турнир                                   | Турнир                                   | Турнир                                   | Турнир                                   | Турнир                                   |
| ------- | ---------------------------------------- | ---------------------------------------- | ---------------------------------------- | ---------------------------------------- | ---------------------------------------- | ---------------------------------------- | ---------------------------------------- | ---------------------------------------- | ---------------------------------------- |
| 1       | Главный турнир клубов-чемпионов регионов | Главный турнир клубов-чемпионов регионов | Главный турнир клубов-чемпионов регионов | Главный турнир клубов-чемпионов регионов | Главный турнир клубов-чемпионов регионов | Главный турнир клубов-чемпионов регионов | Главный турнир клубов-чемпионов регионов | Главный турнир клубов-чемпионов регионов | Главный турнир клубов-чемпионов регионов |
| 2       | Кубок Эль Паис                           | Кубок Эль Паис                           | Кубок Эль Паис                           | Кубок Эль Паис                           | Кубок Эль Паис                           | Кубок Эль Паис                           | Кубок Эль Паис                           | Кубок Эль Паис                           | Кубок Эль Паис                           |
| 3       | Региональные лиги 67 лиг                 | Региональные лиги 67 лиг                 | Региональные лиги 67 лиг                 | Региональные лиги 67 лиг                 | Региональные лиги 67 лиг                 | Региональные лиги 67 лиг                 | Региональные лиги 67 лиг                 | Региональные лиги 67 лиг                 | Региональные лиги 67 лиг                 |